# Silvaplana-tó
A Silvaplana-tó (németül: Silvaplanersee, romansul: Lej da Silvaplauna)  Svájcban, a Felső-Engadin völgyben, Graubünden kantonban fekszik. A nevét a tó mellett fekvő Silvaplana faluról kapta.

## Fekvése
A tó 1790 m magasan fekszik, és kapcsolódik a szomszédos a Champfér-tóhoz és a Sils-tó-hoz. 3000 méteres magas hegyek veszik körül (Piz Corvatsch, Piz Julier és Piz Surlej). Legfőbb vízgyűjtő területe a Piz Corvatsch (3451 m) és számos környékbeli gleccser. Ezek között a legnagyobb a Vadret dal Treoggia. A tó északi részén camping található. Nyáron különféle sportokat űznek, mint a kitesurf, és a windsurf, a téli befagyott tavon símaratont és a kitesurf téli változatát űzik.

## Galéria

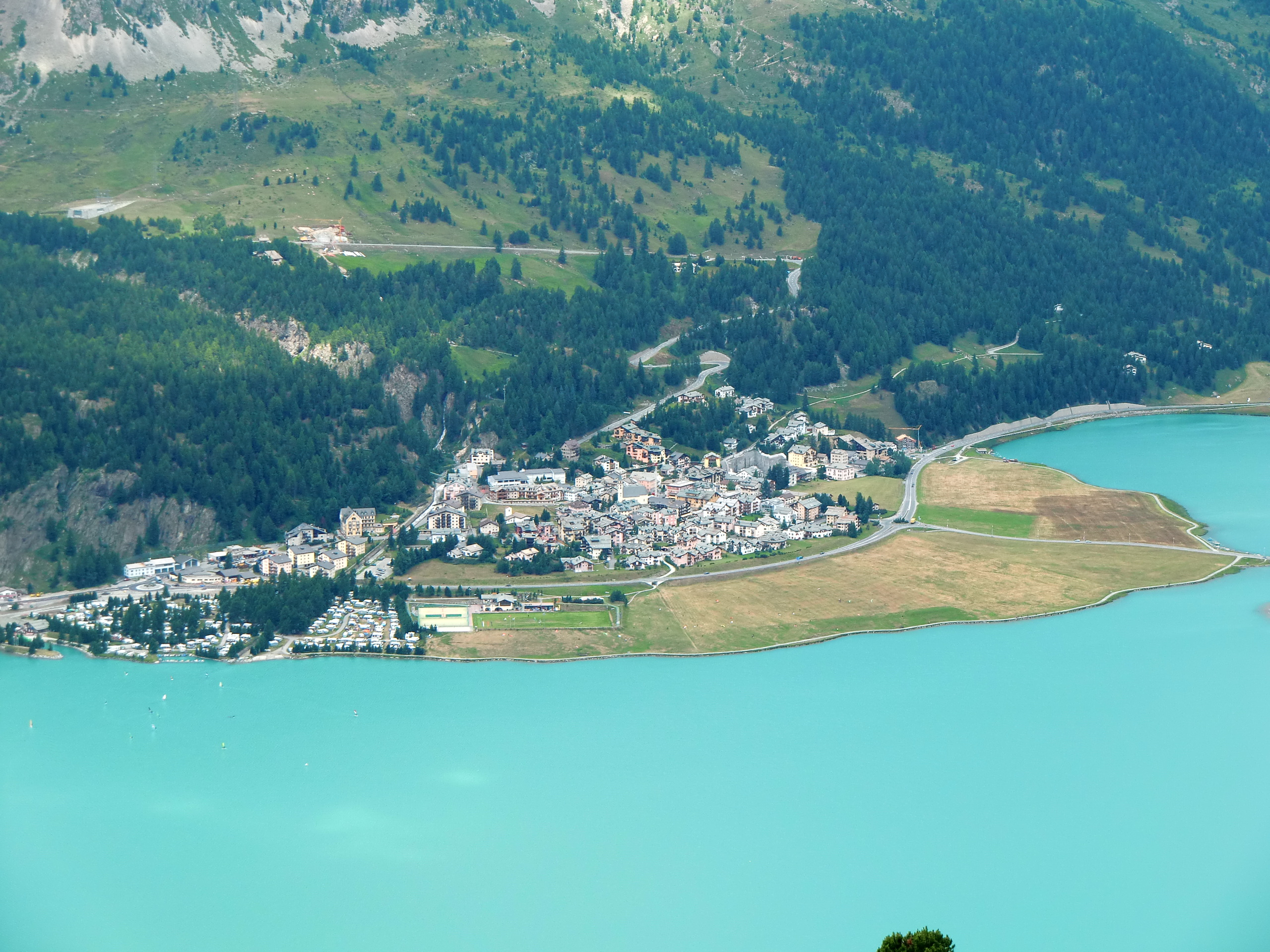
Silvaplana
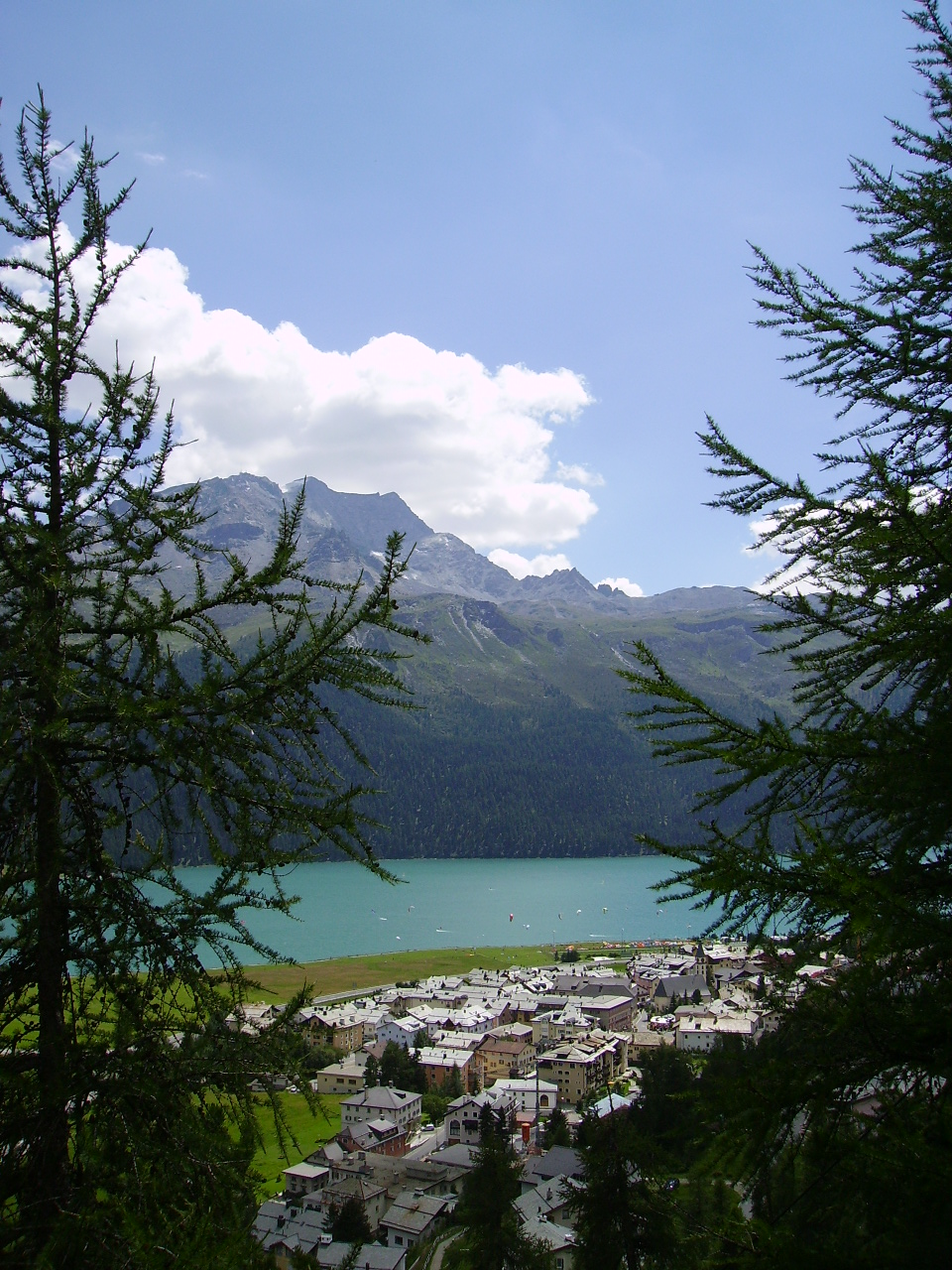
Silvaplana-tó és falu

## Külső hivatkozások
- http://hu.ski-suisse.com/siteruelet-engadin-st-moritz/silvaplana/?gclid=CNPPpdjjn8QCFY_MtAodsA0AxQ
- https://www.google.hu/search?hl=hu&q=silvaplana&gbv=2&sa=X&oi=image_result_group&ei=3-7_VL7mC4Lyare7gcAM&ved=0CCcQsAQ&tbm=isch
- http://www.myswitzerland.com/en/silvaplana.html

## Jegyzetek

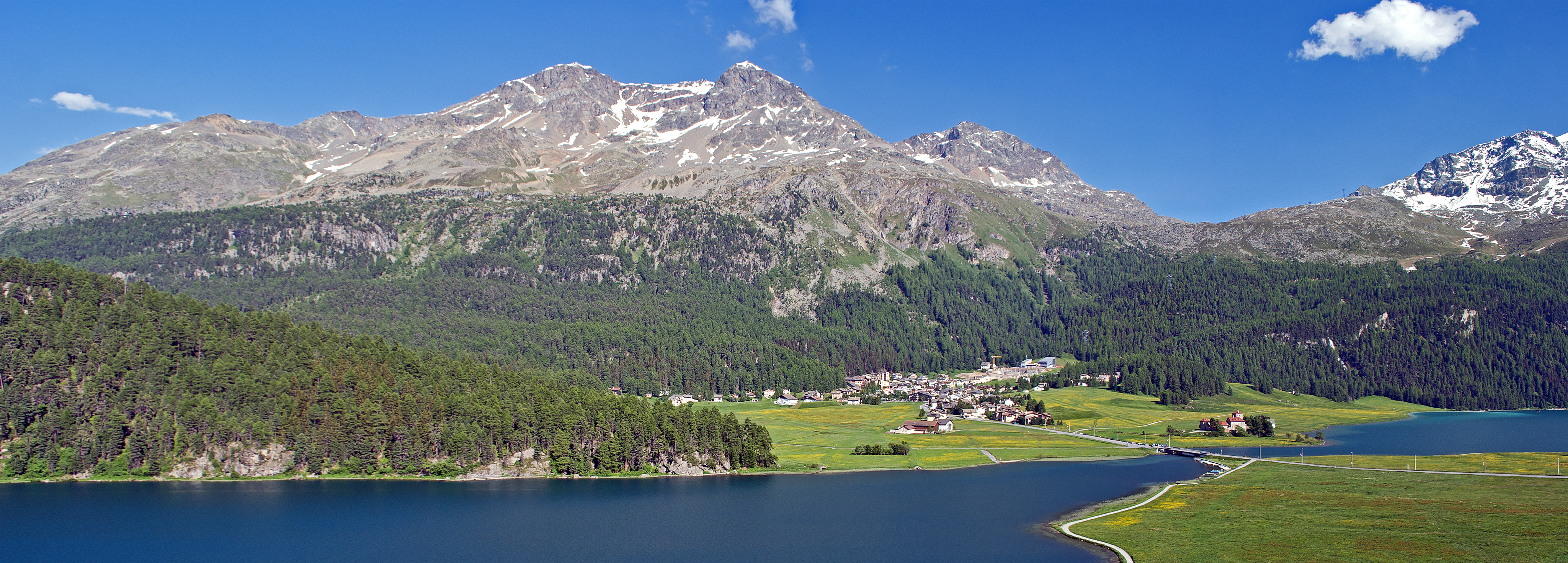
Silvaplana-tó